# 格薩拉加島
64°16′S 61°59′W / 64.267°S 61.983°W
格薩拉加島（Guesalaga Island），是南極洲的島嶼，屬於帕默群島的一部分，處於勒庫安特島東面，由智利探險隊命名，現時由南極條約體系管理。